# Heerlijkheid Beek en Donk
De heerlijkheid Beek en Donk, ook wel aangeduid als: Beeck bij Aerle, is een voormalige heerlijkheid gelegen in de huidige provincie Noord-Brabant.
De heerlijkheid werd in 1392 uitgegeven door hertogin Johanna van Brabant, samen met Stiphout en Aarle. De eerste heer was Dirk (de) Rover(e), die van 1387 tot 1388 genoemd wordt als hoogschout van Den Bosch. In 1482 kwam de heerlijkheid aan Jan Oudart. Ze vormde een bestuurlijk geheel met Aarle en Rixtel.
Vermoedelijk is de heerlijkheid later ingelost. Ze werd in 1642 heruitgegeven en kwam toen los van de heerlijkheid Aarle en Rixtel te staan.
De heer woonde destijds op Kasteel Eikenlust, dat zich bij Beek in het dal van de Aa bevindt. 
In 1643 werd de heerlijkheid door koning Filips IV van Spanje verkocht aan Jan Baptista van Elen. In 1646 werd ze verkocht aan Philips van Leefdael. Deze stierf in 1681, waarna zijn zoon Johan Philips de heerlijkheid erfde. 
In 1711 kwam de heerlijkheid in handen van Jean de Coutereau, heer tot Asse, die gehuwd was met Johan Filips' dochter Cornelia Johanna van Leefdael. In 1730 stierf Jean en Cornelia verkocht de heerlijkheid in 1734 aan Johan Peter van Raesfeldt, die haar in 1745 aan Gerard de Jong (1685-1770) verkocht, lid van de familie De Jong. Bij diens dood in 1794 kwam de heerlijkheid aan Benjamin de Jong (1726-1808). 
Na de Bataafse Revolutie in 1795 werden de heerlijkheidsrechten afgeschaft. Het landgoed werd na de dood van Benjamin de Jong tussen zijn twee zonen Johan en Gerrit verdeeld, maar in 1809 kreeg Johan ook Gerrits deel. 
Na de oprichting van het Verenigd Koninkrijk der Nederlanden in 1815 werden sommige heerlijkheidsrechten hersteld. Een aantal van die rechten kunnen nog steeds bestaan als oude zakelijke rechten.